# سلبادور إليثوندو
سلبادور إليثوندو ألكالدي (بالإسبانية: Salvador Elizondo)‏ كاتب ومترجم وناقد أدبي مكسيكي، وُلد في مدينة المكسيك في 19 ديسمبر عام 1932. ألف العديد من الروايات مثل فارابوف أو وقائع لحظة، ناردا أو الصيف. يعد الكاتب الأكثر تمثيلًا والطليعي في جيل الستينات في المكسيك. قام بتطوير الأسلوب الأدبي العالمي، في ظل وجود التيارات الواقعية والقومية، والتي كانت سائدة في ذلك العصر، مع بعض التأثيرات لبعض الكتاب مثل عزرا باوند وجيمس جويس. وتُوفي في 29 مارس عام 2006.

## الجوائز
- جائزة الكاتب المكسيكي خافير فياوروتيا للكتاب عام 1965.[7]
- الجائزة الوطنية في العلوم والآداب في المكسيك عام 1990.[8]

## روابط خارجية
- سلبادور إليثوندو على موقع IMDb (الإنجليزية)
- سلبادور إليثوندو على موقع قاعدة بيانات الفيلم (الإنجليزية)